# Craugastor melanostictus
Craugastor melanostictus is een kikker uit de familie Craugastoridae.De soort werd voor het eerst wetenschappelijk beschreven door Edward Drinker Cope in 1875. Oorspronkelijk werd de wetenschappelijke naam Lithodytes melanostictus gebruikt. Later werd de soort beschreven onder de wetenschappelijke namen Hylodes melanostictus en Eleutherodactylus melanostictus.
De soortaanduiding melanostictus is afkomstig van Oudgrieks μελανόστικτος, melanostiktos een samenstelling van μέλας, melas = zwart en στικτός, stiktos = gestippeld. Deze naam slaat op de vele kleine zwarte wratachtige structuren aan de bovenzijde van het lichaam.
Craugastor melanostictus komt voor in delen van Midden-Amerika en leeft in de landen Costa Rica en Panama.